# アポロ1ヒルズ
アポロ1ヒルズ (Apollo 1 Hills) は、火星のグセフ・クレーター内に位置する3つの丘陵である。

## 概要
2004年、マーズ・エクスプロレーション・ローバー「スピリット」により発見、撮影された。名前は、1967年1月27日のアポロ1号火災事故で犠牲になった3人の宇宙飛行士にちなんでいる。
- グリソム・ヒル（英語版） - ガス・グリソムに因む。「コロンビア・メモリアル・ステーション」の南西7.5km。
- チャフィー・ヒル - ロジャー・チャフィーに因む。「コロンビア・メモリアル・ステーション」の南南西14.3km。
- ホワイト・ヒル - エドワード・ホワイトに因む。「コロンビア・メモリアル・ステーション」の北西11.2km。

国際天文学連合は、まだ公式にはこの名前を認めていない。

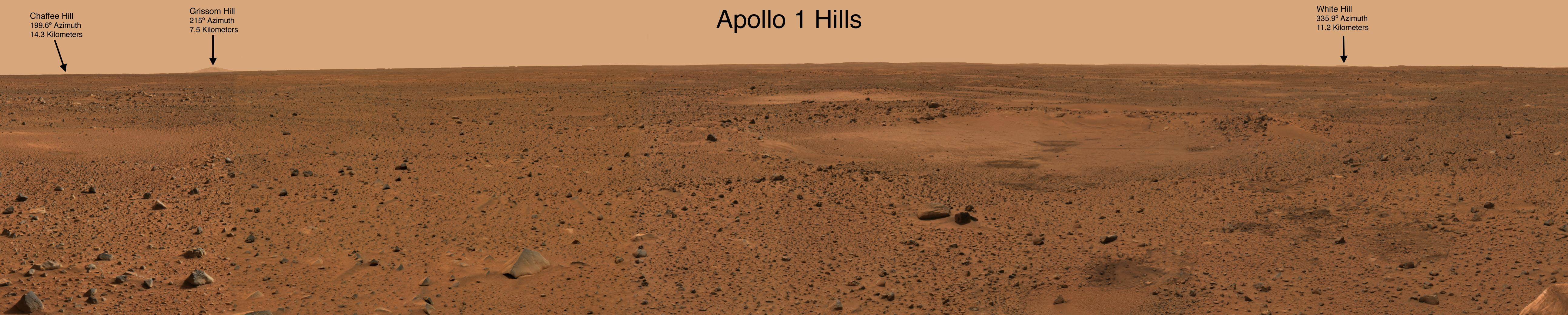
「スピリット」から望むアポロ1ヒルズ